# Framycetine
Framycetine, ook neomycine B genoemd, is een aminoglycoside antibioticum dat vergelijkbaar is met neomycine. Het wordt gebruikt in preparaten om infecties van de huid, neus, oren of ogen te behandelen; meestal in combinatiepreparaten met andere antibacteriële geneesmiddelen en/of corticosteroïden.
Tot de geneesmiddelen met framycetine behoren de neusdruppels en neussprays Soframycine (bevat framycetinesulfaat), Sofraline (met framycetinesulfaat + nafazolinenitraat) en Sofrasolone (met framycetinesulfaat, nafazolinenitraat en prednisolonacetaat).